# Kirsten Marise Davidson
Kirsten Marise Davidson é uma modelo australiana que venceu o concurso de Miss Beleza Internacional 1992 em Nagasaki, no Japão. 
Ela foi a terceira de seu país a vencer este concurso.  Suas antecessoras foram Tania Verstak e Jenny Derek.

## Miss Internacional 1992
Kirsten foi coroada no dia 18 de outubro de 1992 depois de derrotar outras 49 concorrentes.   